# 15min
15 min (Quinze minutes, lit. Penkiolika minučių) est l’un des plus grands sites d’information en Lituanie. Le portail d’information 15min a plus d’un million de visiteurs uniques par mois. UAB 15min appartient à la société estonienne Postimees Grupp (60 %) et elle est contrôlée à 40 % par UAB 4 Bees qui appartient à Tomas Balžekas, Martynas Basokas et Gabrielė Burbienė. L’entreprise commune agit en Lituanie au nom de 15min. group.

## Histoire
Le 1er septembre 2005  - lancement du journal tabloïd. Sept mois plus tard, le groupe de médias norvégien Schibsted achète la société de média UAB 15 minučių (15 minutes). Le 7 septembre 2008 lancement du portail d’information 15min.lt. Sorti depuis 2005, le quotidien devient en 2012 un hebdomadaire, et en juin 2013 la publication du journal est suspendue. En septembre 2013, la société norvégienne Schibsted se retire du marché balte après la vente du portail 15min à la société estonienne Eesti Meedia. En avril 2015, 15min devient un portail sans rédacteur en chef, avec davantage de responsabilités confiées aux chefs des services. En avril 2016, 15min modernise le design de son portail. En mai de la même année, le portail renonce aux commentaires anonymes en annonçant le mouvement « Hygiène internet ». Il limite également la possibilité de lire les articles en utilisant des plugins pour bloquer la publicité et rend le contenu partiellement payant (articles sans publicité à 1 € par mois). Jusqu’en 2017, le portail 15min représente dans le cadre d’un contrat le partenariat les marques du groupe d’édition de magazines de l’époque (Žmonės, Ji, Edita et Laima). Plus tard, 15min les remplace par de nouvelles rubriques : « Noms », «Alimentation », « Vie ». Presque toutes les personnes qui écrivent pour les rubriques de divertissement d’alors restent chez 15min pour créer le contenu des nouvelles rubriques,. En 2018, 15min devient partenaire média officielle de l’Euroleague Basketball pour 5 ans. En 2019, présentation d’informations, d’articles et de podcasts sonorisés sur la plateforme 15min Klausyk (15min Écouter). En 2020, présentation aux utilisateurs du contenu payant sous le signe MAX. Le 25 septembre 2020, constitution du syndicat indépendant « Rédaction indépendante de 15min. » et les journalistes du services Enquêtes partent,. 15 avril 2021 Vaidotas Beniušis commence à travailler comme rédacteur en chef de 15min.
En avril 2021, annonce de la fusion de UAB 15min avec UAB Media bitės, le Conseil de la concurrence donne son autorisation à cette fusion en août.
En septembre 2021, Tomas Balžekas devient directeur général de UAB 15 min et une nouvelle équipe de direction commence à travailler.

## Presse papier
Entre 2007 et 2011, 15min propose un journal gratuit quotidien avant de passer à une parution hebdomadaire. Il est disponible dans les 7 plus grandes villes de Lituanie.

## Dirigeants
- Tomas Balžekas – 2005-2017

- Ramūnas Šaučikovas – 2017-2021

- Dr. Donatas Večerskis – 04-2021 09-2021

- Tomas Balžekas – depuis le 09-2021